# Valéry Giscard d'Estaing
Valéry Giscard d'Estaing, viết tắt là Giscard hoặc VGE (phát âm tiếng Pháp: [valeʁi maʁi ʁəne ʒɔʁʒ ʒiskaːʁ dɛsˈtɛ̃], 2 tháng 2 năm 1926 – 2 tháng 12 năm 2020), là một chính trị gia và Tổng thống Pháp từ năm 1974 tới năm 1981.
Sau nhiều năm hoạt động trong vai trò chuyên viên tài chính, ông trở thành dân biểu vùng Puy-de-Dôme vào năm 1956. Ông đảm nhiệm chức vụ Quốc vụ khanh các vấn đề tài chính (1959–1962) rồi Bộ trưởng tài chính và các vấn đề kinh tế của Pháp (1962–1966) dưới thời Tổng thống Charles de Gaulle. Ông là một trong những nhân vật quan trọng trong cuộc trưng cầu dân ý năm 1969 dẫn tới sự ra đi của de Gaulle. Ông sau đó giữ chức Bộ trưởng kinh tế và tài chính Pháp trong nhiệm kỳ của Tổng thống Georges Pompidou (1969–1974) và là chủ tịch Đảng những người cộng hòa tự do, trở thành lãnh đạo nhóm cánh hữu lớn thứ hai của nước Pháp.
Ông đắc cử Tổng thống Pháp vào năm 1974, đánh bại ứng cử viên cánh hữu Jacques Chaban-Delmas vòng đầu tiên, rồi sau đó chủ tịch Liên minh cánh tả François Mitterrand ở vòng hai. Khi đó, ở tuổi 48, ông là Tổng thống Pháp trẻ nhất lịch sử nền cộng hòa tính từ năm 1895. Ông khởi xướng nhiều ý tưởng cách tân, trong đó có giảm tuổi trưởng thành, hợp pháp hóa các phương pháp phá thai tình nguyện, cũng như xây dựng nguyên tắc cho ly hôn đồng thuận, thay đổi Hiến pháp và chấm dứt chế độ bảo hộ cho Hãng truyền hình và phát thanh quốc gia. Chiến lược đối ngoại của Giscard d'Estaing cũng có nhiều thành tựu, trong đó có việc xây dựng Liên minh Châu Âu và sáng lập nhóm các quốc gia phát triển G7, ngoài ra cũng đưa quân đội Pháp tham chiến tại Kolwezi và tham gia Chiến dịch Caban lật đổ chế độ độc tài quân sự Bokassa, nổi tiếng với tên gọi "Phi vụ kim cương".
Ông cũng là người nâng cấp toàn bộ hệ thống đường sắt tốc hành (TGV) và xây dựng các dự án năng lượng hạt nhân đầu tiên của Pháp, dẫn tới nhiều khó khăn chấm dứt thời kỳ 30 năm vinh quang của nền kinh tế pháp (Trente Glorieuses). Bất đồng dẫn tới việc Thủ tướng Jacques Chirac từ chức vào năm 1976, buộc ông chỉ định chuyên gia kinh tế Raymond Barre là người thay thế với nhiều chuyển biến tích cực. Trái ngược với tư tưởng cách tân trong kinh tế, nhưng Giscard d'Estaing lại bảo thủ trong chính sách đối nội, đặc biệt về chính sách nhập cư. Cho dù phe cánh hữu giành chiến thắng tại bầu cử lập pháp năm 1978 và ông cũng giành được sự tín nhiệm cao trong công chúng, tuy nhiên ông bất ngờ thất bại trước Mitterrand tại cuộc bầu cử Tổng thống Pháp 1981 sau khi mất sự ủng hộ từ đảng RPR mới thành lập của Chirac.
Sau đó, ông trúng cử Hạ viện Pháp trong vai trò đại biểu của tỉnh Auvergne. Sau khi đắc cử chủ tịch đảng UMF, Giscard d'Estaing trở thành một trong những nhân vật quan trọng nhất chống lại phong trào xã hội tại Pháp. Ngoài ra, ông trúng cử dân biểu châu Âu và chủ tịch Hiệp ước vì tương lai châu Âu (2001). Sau khi nghỉ hưu, ông được vinh danh tại Viện hàn lâm Pháp vào năm 2003 rồi trở thành thành viên của Hội đồng Hiến pháp quốc gia vào năm 2004 cho tới khi qua đời.

## Tước hiệu

Huân chương Seraphim của Hoàng gia Thụy Điển dành cho Giscard d'Estaing

### Huân chương quốc gia
- Bắc Đẩu Bội tinh, cấp bậc Thống chế[1]
- Huân chương quốc gia, cấp bậc Thống chế[1]
- Huân chương chiến tranh, 1939–1945[1]

### Huân chương châu Âu
Huân chương Charlemagne của thành phố Aachen. Ngoài ra còn có tước hiệu Hiệp sĩ từ Dòng Chiến sĩ Toàn quyền Malta.

### Huân chương nước ngoài

#### Trong vai trò Bộ trưởng tài chính
- Italy: Huân chương quốc gia Ý (10/1973)[4]

#### Trong vai trò Tổng thống Pháp
- Brazil: Quốc tự của Nam Thập tự (06/1976)[5]
- Đan Mạch: Huân chương Hiệp sĩ (10/1978)[6][7]
- Bồ Đào Nha: Huân chương Saint James (10/1975)[8]
- Bồ Đào Nha: Huân chương hoàng tử Henry (10/1978)[8]
- Tây Ban Nha: Huân chương Hiệp sĩ Isabella (1963)[9]
- Tây Ban Nha: Huân chương Hiệp sĩ Isabella (1976)[10]
- Tây Ban Nha: Huân chương Hiệp sĩ vua Charles III (1978)[11]
- Thụy Điển: Huân chương Hiệp sĩ Seraphim (06/1980)[12]
- Vương quốc Anh: Huân chương Hiệp sĩ danh dự Bath (06/1976)[13]

### Huân chương khác
- Sovereign Order of Malta: Thống chế danh dự Dòng Chiến sĩ Toàn quyền Malta[14]
- Sovereign Order of Malta: Thống chế pro Merito Melitensi[14]

### Giải thưởng quốc tế
- Giải Nansen vì người tị nạn, 1979.[15][16]

### Huy hiệu
Giscard d'Estaing nhận huy hiệu quân hàm từ Nữ hoàng Margrethe II của Đan Mạch sau khi được trao Huân chương Hiệp sĩ. Sau đó ông cũng được trao quân hàm từ Đức vua Carl XVI Gustaf của Thụy Điển với tước hiệu Hiệp sĩ Seraphim.